# Аль-Азиз Мухаммад ибн Гази
Аль-Азиз Мухаммад ибн Гази (ок. 1213 — 26 ноября 1236) — айюбидский эмир Алеппо, сын аз-Захира Гази и внук Салах ад-Дина. Его матерью была Дайфа Хатун, дочь брата Салах ад-Дин аль-Адиля.
Аль-Азизу было всего три года, когда его отец аз-Захир Гази умер в 1216 году в возрасте сорока пяти лет. Он сразу же унаследовал положение своего отца как правителя Алеппо. Был образован регентский совет, который назначил Шихаб ад-Дина Тогрула своим атабеком или опекуном. Тогрил был мамлюком аз-Захира Гази и фактическим правителем Алеппо в течение следующих пятнадцати лет.

## Смерть
Аль-Азиз умер 26 ноября 1236 года в возрасте двадцати трех лет. Его старшему сыну ан-Насиру Юсуфу было всего семь лет, поэтому мать аль-Азиза Дайфа Хатун взяла на себя регентство. Дочь аль-Азиза, Газия Хатун, вышла замуж за сельджукского султана Рума Кайхусрава II.